# 梶裕貴
梶裕貴（日语：／ Kaji Yūki，1985年9月3日—）為日本男性聲優。隸屬於VIMS。出生於東京都，在埼玉縣長大。

## 經歷
- ARTSVISION第17期免費新人培育選拔會合格，並且加入了事務所ARTSVISION。同期的有下田麻美。
- 2003年10月、在波麗佳音VS選拔會裡獲得Finalist獎（進入決勝）。和喜多村英梨、茅原實里、片岡梓等人共同受獎。當時得到審查員特別獎的為藤田咲。
- 2004年1月初次亮相於PSP遊戲『帝國千戰記』的彰欄一角。
- 2006年初次亮相於動畫『不可思議星球的雙胞胎公主』的社員C一角。
- 2007年受拔擢演出春季新動畫『鐵馬少年』主角－篠崎命。
- 2008年在眾多出演的作品中，在『黑執事』（菲尼安）的演出受到矚目，而且也在『夜櫻四重奏』（比泉秋名）裡也擔任重要的角色。再這時期也初次參加了大型的見面會，也與下野紘一起擔任雙主持人，開始了廣播『下野紘&梶裕貴的Radio Misty（日语：下野紘&梶裕貴のRadio Misty）』。
- 2009年獲得第3屆聲優獎－新人男聲優賞，且開始了『G.Addict』的活動。
- 2010年忙碌於動畫演出的一年。出演了多部人氣動畫，『BB戰士三國傳』（劉備鋼彈）、『無頭騎士異聞錄 DuRaRaRa!!』（遊馬崎沃克）等等。
- 2011年多部人氣動畫主役之外，與羽多野涉共同演出首部真人電影『神☆音物語』，白池悠宙一角。
- 2011年12月25日開設了新的官方網站『梶裕貴 Yuki Kaji Official Web Site』。新網站開設的同時，經營多年以來的BLOG『★梶裕貴の妄想中毒★改訂版』也跟著關閉了。
- 2012年2月22日以本人的名義開始歌手的活動，發售第一張單曲『sense of wonder（日语：sense of wonder）』。3曲作詞皆由他本人一手包辦。
- 2012年4月18日獲得Fami通男性角色聲音聲優賞。
- 2012年9月5日發售第二張單曲『Hello！』。
- 2013年獲得第7屆聲優獎－主演男聲優賞。
- 2013年第12回獲得东京动画奖 声优奖。
- 2013年10月1日，由原來的事務所ARTSVISION轉入VIMS。
- 2014年獲得第8屆聲優獎－主演男聲優賞。
- 2019年6月23日宣布与同为声优的竹达彩奈结婚[1]；2022年11月3日宣布第一個孩子誕生[2]。

## 人物故事
在中学时，他了解到“声优这个职业无论学什么、努力什么，都会成为自己的力量”，因此立志成为声优。他敬仰的声优有山寺宏一和林原惠。他曾模仿过《泰坦尼克号》的配音。他还有一个比他小9岁的妹妹。   
他喜欢旅行，拥有普通汽车驾照。 
虽然认为AI合成声音很可怕，但他仍在推进自己拥有权利的声音合成软件的开发。 

## 主要作品
※主要角色以粗體顯示

### 電視動畫
2004年
- PEACE MAKER鐵（青年時代的市村鐵之助）

2006年
- 櫻蘭高校男公關部（右京千影）
- 不可思議星球的雙胞胎公主（社員C）

2007年
- 魔女獵人（年輕人B、其他）
- 鐵馬少年（篠崎命）
- 機神大戰（ハヴィ．アナヤ）
- 偶像宣言（松嶋崇、保）
- 金色琴弦（普通科男子、學生）
- 月面兔兵器米娜（キャッチャー）
- 少年陰陽師（浩大）
- 蒼天之拳（少年．太炎）
- 暗夜魔法使（ロンギヌス）
- 不可思議星球的雙胞胎公主Gyu!（キフネ）
- （海彦君）
- （男子A）

2008年
- 閃電十一人（一之瀨一哉）
- 今日大魔王 第3部（親信）
- 黑執事（菲尼安）
- 星際寶貝（蜻蜓）
- 初音島Ⅱ第二季（學生）
- 野良耳2（日语：のらみみ）
- 向陽素描×365（男學生）
- 棒球大聯盟 第四季（克里斯）
- 小雙俠（2008年版動畫）（新郎）
- 夜櫻四重奏（比泉秋名）

2009年
- Slap-up party 阿拉德戰記（ポキン）
- 閃電十一人（安永英嗣、不動明王、笠山走、駒澤恭馬/コーマ、渡具知雅洋、厚石茂人/ヒート、柯曼）
- 奇蹟列車～歡迎來到大江戶線～（汐留行）

2010年
- FAIRY TAIL魔導少年（利昂．巴斯提亞）
- 無頭騎士異聞錄 DuRaRaRa!!（遊馬崎沃克、黄巾賊Y）
- BB戰士三國傳（劉備鋼彈）
- 爆丸2大爆破（蓋斯葛拉福）
- 王牌投手 振臂高揮 ～夏季大會篇～（阿部的弟弟〈阿部旬〉）
- 黑執事2（菲尼安）
- 大神與七位夥伴（貓宮三郎）
- 半妖少女綺麗譚（花桐丸龍）
- STAR DRIVER 閃亮的塔科特 （巧武雄（タクミ·タケオ）/ Sword Star（ソードスター））

2011年
- 青之驅魔師（三輪子貓丸）
- 超元氣3姊妹 増量中!（緒方一郎太）
- 死囚樂園（鷹見羊）
- 花開物語（種村孝一）
- 蘿球社！（長谷川昴）
- 未來都市NO.6（紫苑）
- 閃電十一人（龍．史克爾、賈爾卡．薩那爾迪）
- 閃電十一人GO（南澤篤志、向坂悟）
- 紙箱戰機（灰原裕也）
- C³ -魔幻三次方-（夜知春亮）
- 罪惡王冠（櫻滿集）
- 少年同盟（明）
- UN-GO（小説家）

2012年
- 惡魔高校D×D（兵藤一誠）
- 創聖機械天使EVOL（阿馬塔·空）
- 紙箱戰機W（灰原裕也）
- 機動戰士GUNDAM AGE（馬歇．博德）
- 男子高中生的日常（眼鏡）
- 灼眼的夏娜Ⅲ（Final）（「群魔召喚者」桑司柏雷）
- 閃電十一人GO（不動明王、沖田總司）
- 加速世界（有田春雪/Silver Crow）
- 謎樣女友X（上野公平）
- 少年同盟2（明）
- 魯邦三世～名為峰不二子的女人～（奧斯卡警官）
- 超譯百人一首戀歌（藤原定家）
- K（十束多多良）
- IXION SAGA DT（巴里阿西恩）
- 來自新世界（朝比奈覺（14、26、35歲））
- 魔奇少年（阿里巴巴·沙爾賈）
- 只要妳說妳愛我（早川驅流）
- 爆漫王。3（小杉達朗）
- 神奇寶貝BestWishes（巴吉爾）

2013年
- 魔王勇者（貴族子弟）
- 變態王子與不笑貓（橫寺陽人）
- 進擊的巨人（艾連·葉卡）
- 絕園的暴風雨（羽村惠）
- 革命機Valvrave（古菲亞）
- 兄弟鬥爭（朝日奈弥）
- 蘿球社！SS（長谷川昴）
- 惡魔高校D×D NEW（兵藤一誠）
- BLOOD LAD 血意少年（海德菈·涅爾）
- DIABOLIK LOVERS（逆卷奏人）
- 白色相簿2（小木曾孝宏）
- 魔奇少年 The Kingdom of Magic（阿里巴巴·沙爾賈）
- 夜櫻四重奏 -花之歌-（比泉秋名）
- 機巧少女不會受傷（菲利克斯·金斯佛特）
- 伽利略少女（伽利略·伽利萊）
- 神奇寶貝XY（希特隆、小軟）

2014年
- 大家集合！Falcom 學園（亞特魯·克里斯汀）
- 宇宙浪子（普林斯）
- 流浪神差（雪音）
- BUDDY COMPLEX（弗洛姆·梵塔雷）
- 愚者信長（豐臣·秀吉）
- 鬼燈的冷徹（源義經）
- 偽戀（舞子集）
- 鑽石王牌（成宮鳴）
- 噬血狂襲（天塚汞）
- 名偵探柯南（伊藤善文）※第733話「婚宴與兩聲槍響」
- FAIRY TAIL魔導少年（利昂．巴斯提亞）
- 諸神的惡作劇（阿努比斯·馬特）
- 排球少年！！（孤爪研磨）
- 飆速宅男（有丸瞬也）
- 黑色子彈（里見蓮太郎）
- 東京喰種（霧嶋絢都）
- 元氣囝仔（神崎康介）
- 閃爍的青春（馬淵洸）
- 黑執事 Book of Circus（菲尼安）
- 信長協奏曲（織田信長）
- 笑傲曇天（曇空丸）
- 境界觸發者（三雲修）
- 七大罪（梅里奧達斯）
- 四月是你的謊言（相座武士）
- 蠟筆小新（宅配員男性、外遇對象）

2015年
- 忍者亂太郎（浜守一郎）
- 東京喰種√A（霧嶋絢都）
- 蒼穹之戰神 EXODUS（西尾暉）
- 無頭騎士異聞錄 DuRaRaRa!!×2 承（遊馬崎沃克）
- 惡魔高校D×D BorN（兵藤一誠）
- 血界戰線（馬丁）
- 亞爾斯蘭戰記（席爾梅斯／銀色假面）
- 鑽石王牌－SECOND SEASON－（成宮鳴）
- 放學後的昴星團（湊的朋友）
- 偽戀（舞子集）
- 潮與虎（十郎）
- 無頭騎士異聞錄 DuRaRaRa!!×2 轉（遊馬崎沃克）
- 魔鬼戀人 MORE,BLOOD（逆卷奏人）[8]
- 流浪神差（雪音）
- K RETURN OF KINGS（十束多多良）[9]
- 蒼穹之戰神 EXODUS 第二期（西尾暉）
- 進擊！巨人中学校（艾連·葉卡）
- 排球少年！！第二季（孤爪研磨）
- 一拳超人（音速索尼克）
- 偵探小隊KZ事件簿（砂原翔）

2016年
- NORN9 命運九重奏（結賀驅）
- 無頭騎士異聞錄 DuRaRaRa!!×2 結（遊馬崎沃克）
- Dimension W －第四次元－（遙·西邁亞）
- JoJo的奇妙冒險 不滅鑽石（廣瀨康一）
- 逆转裁判（成步堂龙一）
- 鬼牌遊戲（波多野）
- 甲鐵城的卡巴內里（逞生）
- 我的英雄學院（轟焦凍）
- 制約之絆（阿形勝平）
- 不愉快的妖怪庵（蘆屋花繪）
- 烙印勇士（捷度）
- 亞爾斯蘭戰記 風塵亂舞（席爾梅斯／銀色假面）
- 月歌。（師走驅）
- 香蕉喵（香蕉喵、小黑香蕉喵、長毛香蕉喵、老頭香蕉喵、三色香蕉喵、洋蔥頭的太太、雪山大叔、合十禮香蕉喵）
- 吸血鬼僕人（小黑）
- 七大罪 聖戰的預兆（梅里奧達斯）
- 3年D班玻璃假面（櫻小路優）
- Classicaloid（莫札特）
- 超自然9人組（我聞悠太）

2017年
- 新哆啦A夢（狸貓）
- 青之驅魔師 京都不淨王篇（三輪子貓丸）
- 我的英雄學院 第2期（轟焦凍）
- 進擊的巨人 2nd Season（艾連·葉卡）
- 最遊記RELOAD BLAST（塔姆羅）
- 跳水男孩（坂井知季）
- 便利商店情人（佐名木凪瑳）
- 悠久持有者：魔法老師！ 第2部（真壁源五郎）
- aiseki MOGOL GIRL（正p）
- 食戟之靈 餐之皿（久我照紀）
- 少女終末旅行（自主機械）
- Classicaloid第二季（莫札特）
- Code:Realize ～創世的公主～（菲尼斯）
- 無論何時我們的戀情都是10厘米。（望月蒼太）

2018年
- 遊戲王VRAINS (穗村尊／Soulburner）
- 伊藤潤二驚選集（束野稜）
- 七大罪 戒律的復活（梅里奧達斯、賽多里斯）
- POP TEAM EPIC（PIPI美〈第6話B段〉）
- 擅長捉弄人的高木同學（西片、帥哥）
- 博多豚骨拉麵團（林憲明）
- 齐木楠雄的灾难 第2期（明智透真）
- 冷然之天秤（尾崎隼人[10]）
- 我的英雄學院 第3期（轟焦凍）
- 銀河英雄傳說 Die Neue These 邂逅（尤里安·敏茲）
- 東京喰種:re（霧嶋絢都）
- 闪电十一人 战神的天秤（小僧丸佐助、不動明王）
- 鬼燈的冷徹 第貳期 其之貳（源義經）
- 惡魔高校D×D HERO（兵藤一誠）
- 最終休止符 -無止境的螺旋物語-（衣更真緒）
- Hisone與Masotan（小此木榛人）
- 阿宅的戀愛太難（二藤尚哉）
- 千銃士（肯塔基）
- LORD of VERMILION 紅蓮之王（神名千尋）
- 進擊的巨人 3rd Season Part.1（艾連·葉卡）
- 閃電十一人 俄里翁的刻印（不動明王、小僧丸佐助）
- JoJo的奇妙冒險 黃金之風（廣瀨康一）
- 逆转裁判 Season 2（成步堂龙一）

2019年
- 不愉快的妖怪庵 續（蘆屋花繪）
- MIX（立花投馬）
- 鬼滅之刃（錆兔[11]）
- 進擊的巨人 3rd Season Part.2（艾連·葉卡）
- 偶像夢幻祭（衣更真緒）
- 擅長捉弄人的高木同學2（西片、帥哥）
- 籃球少年王（車谷空[12]）
- 我的英雄學院 第4期（轟焦凍）
- 七大罪 眾神的逆鱗（梅里奧達斯、賽多里斯）
- 卡羅爾與星期二（約書亞）
- 香蕉喵 不可思議的夥伴們（香蕉喵、長老香蕉喵、警察香蕉喵、黑白香蕉喵、山）
- 食戟之靈 神之皿（久我照紀）
- PSYCHO-PASS心靈判官 第三季 （慎導灼）

2020年
- 淘氣貓2020：家有圓圓？！～我家的圓圓你知道嗎～（野貓）
- 异兽魔都（13）
- 寶石商人理察的謎鑑定（亨利·克萊門特）
- 白貓Project ZERO CHRONICLE 零之紀元（闇之王子）
- 更多！怪俠佐羅利（彼特[13]）
- 食戟之靈 豪之皿（久我照紀）
- 月歌。THE ANIMATION 2（師走驅）
- 體操武士（南野鐵男）
- 排球少年！！TO THE TOP（孤爪研磨）
- 勇者鬥惡龍 達伊的大冒險（修凱爾）
- 進擊的巨人 The Final Season Part.1（艾連·葉卡）

2021年
- BACK ARROW（巴克·阿洛）
- 境界觸發者 2nd season（三雲修）
- 七大罪 愤怒的审判（梅里奧達斯、賽多里斯）
- BEASTARS 第2期（比納）
- 櫻桃小丸子（裕治）
- 我的英雄學院 第5期（轟焦凍）
- Animation x Paralympic：誰是你的英雄？（純）
- 真白之音（梶貴臣）
- 名偵探柯南（赤井秀一〈17年前〉）
- 境界觸發者 3rd season（三雲修）
- 國王排名（戴達）
- 百萬噸級武藏（金田一巧）

2022年
- 擅長捉弄人的高木同學3（西片、帥哥）
- 進擊的巨人 The Final Season Part.2（艾連·葉卡）
- 平家物語（源義經）
- 寶可夢 旅途（希特隆[14]）
- 理科生墜入情網，故嘗試證明。r=1-sinθ（クリス・フロレット）
- Love All Play（內田輝[15]）
- 我的英雄學院 第6期（轟焦凍）
- VAZZROCK THE ANIMATION（師走驅）

2023年
- 突然降臨的埃及神2（托特[16]）
- 福星小子（水乃小路飛麿[17]）
- 文豪Stray Dogs 第4期（条野採菊[18]）
- 進擊的巨人 The Final Season 完結篇（艾連·葉卡）
- MIX 第二季 ～第二個夏天，邁向晴空～（立花投馬[19]）
- YouTuNya（ともネコ[20]）
- 國王排名 勇氣的寶箱（戴達[21]）
- 肌肉魔法使-MASHLE-（雷恩·艾姆茲[22]）
- 文豪Stray Dogs 第5期（条野採菊）
- 奇異賢伴 黑色天使（仮思海[23]）
- 凹凸魔女的親子日常（屁股）
- 不死不運（利普[24]）
- 七大罪 啟示錄四騎士（梅里奧達斯[25]）

2024年
- 異修羅（柳之劍宗次朗[26]）
- 青之驅魔師 島根啟明結社篇（三輪子貓丸[27]）
- 肌肉魔法使-MASHLE- 神覺者候補選拔試驗篇（雷恩·艾姆茲[28]）
- 福星小子 第2期（水乃小路飛麿）
- 我內心的糟糕念頭 第2期（鵠沼直）
- 隔壁的妖怪鄰居（大石斑小尾[29]）
- 失憶投捕（山田太郎[30]）
- 黑執事 寄宿學校（菲尼安）
- Unnamed Memory 無名記憶（瓦爾托）
- 我的英雄學院 第7期（轟焦凍[31]）
- 殺手寓言（河合裕貴[32]）
- 新幹線變形機器人：變革世代（面具男[33]／工部零士[34]）
- 現代誤譯（猩寺直生[35]）
- 金肉人 完美超人始祖篇（ウォーズマン[36]）
- 七大罪 啟示錄四騎士 第2期（梅里奧達斯[37]、賽多里斯[38]）
- 青之驅魔師 雪之盡頭篇（三輪子貓丸[39]）

2025年
- 異修羅 第2期（柳之劍宗次朗）
- 金肉人 完美超人始祖篇 Season 2（ウォーズマン）
- Unnamed Memory 無名記憶 Act.2（瓦爾托[40]）
- 青春之箱（松岡一馬[41]）
- 黑執事 綠之魔女（菲尼安）
- 推理要在晚餐後（影山[42]）
- 戰隊大失格 2nd season（若葉京助[43]）

2026年
- MAO摩緒（摩緒[44]）

### OVA
2009年
- 厄夜怪客（童顏神父）

2010年
- 黑之羽與沉睡森林 -Break on the sky- Trick1（奏音）
- グラール騎士団 Evoked THE Beginning Black（ナイル）
- 夜櫻四重奏 〜星之海〜（比泉秋名）

2011年
- Baby Princess 3D嘉年華0(LOVE)（陽太郎）

2012年
- 這名男子，撿到了人魚（川內洲）
- 惡魔高校D×D（兵藤一誠）※小說13卷限定版附贈BD。

2013年
- 蘿球社！（長谷川昴）※PSP遊戲『蘿球社！遺落物的祕密』限定版同梱DVD。
- 惡魔高校D×D（兵藤一誠）※小說15卷限定版附贈BD。

2014年
- 閃爍的青春（馬淵洸）

2015年
- 黑執事 Book of Murder（菲尼安）
- 鬼燈的冷徹（源義經）
- 排球少年！！（孤爪研磨）
- 惡魔高校D×D NEW（兵藤一誠）※DX.1 限定版附BD
- 無頭騎士異聞錄 DuRaRaRa!!×2 承 外傳！？ 第4.5話 我的心是火鍋的形狀 （遊馬崎沃克）※劇場先行上映[45]
- 流浪神差「夜斗神連續殺人事件」（雪音）※單行本第15卷限定版附贈DVD

2016年
- 一拳超人 #03「太過彆扭的忍者」（音速索尼克）
- 流浪神差「一起拍照吧」（雪音）※單行本第16卷限定版附贈DVD
- 終結的熾天使「吸血鬼沙哈爾」（沙哈爾）
- 亞人「中村慎也事件」（中村慎也）
- 亞爾斯蘭戰記（席爾梅斯）
- 無頭騎士異聞錄 DuRaRaRa!!×2 結 外傳！？ 第19.5話 DuFuFuFu!!（遊馬崎沃克）※劇場先行上映[46]

2017年
- 斬首循環-藍色學者與戲言跟班（我）
- 食戟之靈「遠月十傑」（久我照紀）※漫畫第25卷OAD同捆版

2018年
- 悠久持有者 OVA2（真壁源五郎）
- 擅長捉弄人的高木同學（西片）※漫畫第9卷附OVA特別版

### 動畫電影
2010年
- 超電影版SDGUNDAM三國傳～BraveBattleWarriors～（劉備鋼彈）
- 閃電十一人 最強軍團王牙來襲（一之瀨一哉）
- 蒼穹之戰神 HEAVEN AND EARTH（西尾暉）

2011年
- 永遠之久遠（薫）
- 閃電十一人GO 究極之絆 獅鷲獸（不動明王）

2012年
- 烙印勇士 黄金時代篇（捷度（Judeau））
  - 烙印勇士 黃金時代篇I 霸王之卵
  - 烙印勇士 黃金時代篇II 多爾多雷攻略戰
  - 烙印勇士 黄金時代篇III 降臨
- 劇場版 BLOOD-C The Last Dark（藤村駿）
- 青之驅魔師 —劇場版—（三輪子猫丸）
- 閃電十一人GO VS 紙箱戰機W (灰原裕也、不動明王)

2013年
- 劇場版 花開物語 HOME SWEET HOME（種村孝一）

2014年
- 劇場版 K《MISSING KINGS》（十束多多良）
- 妖怪手錶電影版：誕生的秘密喵！（浮游喵）
- 神奇寶貝劇場版：破壞之繭與蒂安希（希特隆）
- 聖誕老人公司 (貝爾)

2015年
- 神奇寶貝劇場版：光環的超魔神 胡帕（希特隆）

2016年
- 從好久以前就喜歡你。～告白實行委員會～（望月蒼太）
- 加速世界 INFINITE∞BURST（有田春雪／Silver Crow[47]）
- 喜歡上你的那瞬間。～告白實行委員會～（望月蒼太）
- 神奇寶貝XY&Z 電影版 波爾凱尼恩與機關人偶瑪機雅娜（希特隆）
- GANTZ:O（玄野計）

2017年
- 剧场版 黑執事 Book of the Atlantic（菲尼安）
- 虐殺器官（艾力克斯）
- 特工次時代（厚次）
- 哥吉拉 怪獸惑星（亞當·賓德瓦爾德）

2018年
- 於離別早晨飾上約定之花（庫里姆）
- PEACE MAKER鐵（市村鐵之助）
- 忍者蝙蝠俠（羅賓）
- 我的英雄學院劇場版：兩個人的英雄（轟焦凍）
- 劇場版 七大罪 天空的囚人（梅里奧達斯）

2019年
- 就算明天世界毀滅（狹間真[48]）
- 光之美少女 Miracle Universe（揚戈）
- 名偵探柯南：紺青之拳（里希）
- 天氣之子（高井）
- 只想受到你的歡迎（司儀）
- 我的英雄學院劇場版：英雄新世紀（轟焦凍）

2020年
- PSYCHO-PASS心靈判官 第三季 FIRST INSPECTOR （慎導灼）

2021年
- 我的英雄學院劇場版：世界英雄任務（轟焦凍）

2022年
- 再見了，橡果兄弟！－奇蹟的暑假－（斗斗〈御手洗北斗〉）
- 哆啦A夢電影：大雄的宇宙小戰爭 2021（露可露可[49]）
- 偶像夢幻祭！！-Road to Show!!-（衣更真緒）
- 泡泡（海）
- 劇場版 擅長捉弄人的高木同學（西片）
- 航海王劇場版：紅髮歌姬（ヨルエカ[50]）
- 電影怪傑佐羅力 LALALA♪大明星誕生（彼特）
- 鏡之孤城（嬉野[51]）
- 七大罪：愛丁堡的恩怨（梅里奧達斯[52]）

2023年
- 劇場版 Collar×Malice -deep cover-（岡崎契[53]）
- RABBITS KINGDOM THE MOVIE（師走驅）

2024年
- 劇場版 排球少年！！ 垃圾場的決戰（孤爪研磨[54]）
- 劇場版物怪 唐傘（時田三郎丸[55]）
- 我的英雄學院劇場版：YOU'RE NEXT（轟焦凍[56]）

2025年
- 劇場版物怪 第二章 火鼠（時田三郎丸[57]）
- 光遇·雙星 暮星篇（旁白[58]）※日本限定劇場版
- Future Kid Takara（タカラ[59]）

### 網路動畫
2011年
- 武裝中學生（黑部一樹）

2015年
- 歐西里斯的天秤（日语：オシリスの天秤）（Executioner）

2017年
- 相對世界（英语：Sōtai Sekai）（狭間真／ジン）

2018年
- B：彼之初（黑羽）

2019年
- 齊木楠雄的災難 始動篇（明智透真[60]）[注 1]

2020年
- 衝吧烈子（聖彌）
- 突然降臨的埃及神 (托特）

2023年
- 伊藤潤二狂熱：日本恐怖故事（白崎五郎）
- 惡魔君（第二代惡魔君／埋木一郎[61]）

2024年
- 高爾夫物語（クエスター[62]）
- 香蕉喵遊世界（香蕉喵、Manuru[63]）
- KUROMI'S PRETTY JOURNEY（第2期）（尼可[64]）
- BEASTARS FINAL SEASON（皮納[65]）

2025年
- 忍者蝙蝠俠VS極道聯盟（羅賓[66]）

### 遊戲
- 白貓Project（闇之王子、瘋狂的黑暗容器、黑之繼任者、飛行島之冒險家）
- PC 白色相簿2（小木曾孝宏）
- 帝國千戰記（彰欄）
- 熱砂的樂園（威爾里德）
- 神學校（Noli me tangere)（亞伯史提普頓）
- SHINSENGUMI 〜幕末幻想恋愛奇譚〜（谷周平）
- 現實 REALIZE -Panorama Luminary-（ゼン）
- 通靈王國（Phantom Kingdom）
- 椰子罐頭（Pidog、Moos）
- 死角偵探空之境界～成千夢境～（空）
- 魂之搖籃 侵蝕世界者（哥可特）
- PSP ToHeart2 AnotherDays（河野貴明）
- PS2/PSP 锻造师 白翼之章（日语：カヌチ）
- LIFE WITH IDOL（天見由宇）
- PS3 最终幻想 XIII（霍普．埃斯特海姆 (Hope Estheim) ホープ．エストハイム）
- PS3 最终幻想 XIII-2（霍普．埃斯特海姆 (Hope Estheim) ホープ．エストハイム）
- PSP 最终幻想 零式（艾斯（Ace）エース）
- 街机/PS4 最终幻想 纷争（街机版）（艾斯）
- PS2/PSP Lucian Bee's（日语：Lucian Bee's RESURRECTION SUPERNOVA）系列（（六花执））
  - Lucian Bee's RESURRECTION SUPERNOVA
  - Lucian Bee's JUSTICE YELLOW
  - Lucian Bee's EVIL VIOLET
- PSP STORM LOVER 系列（寅谷立夏）
  - STORM LOVER
  - STORM LOVER 夏恋!!
  - STORM LOVER 快!!
  - STORM LOVER 2（仮）
- 猛獸使與王子系列（エリク）
- PS2 猛獸使與王子
  - 猛獸使與王子〜Snow Bride〜
- PSP 猛獸使與王子 Portable
  - 猛獸使與王子 ～Snow Bride～Portable
- PSP 歌之王子殿下系列（來栖薰）
  - 歌之王子殿下♪
  - 歌之王子殿下♪ Repeat
- PC/PS2/PSP 绯红帝国（日语：クリムゾン・エンパイア〜Circumstance to serve a noble〜）
  - PC 绯红王室
- 幻想水滸傳
  - DS 幻想水滸傳 黃道之輪（主人公）
  - PSP 幻想水滸傳 交織的百年之時（澤芳）
- PS2 東京鬼祓師 鴉乃杜學園奇譚（宝方蒐）
- PSP 原宿偵探學園 鋼鐵森林（美里響）
- PSP BLUE ROSES ～妖精和藍眼的戰士們～（羅榭）
- PSP 戀愛番長系列（プリティ番長）
  - 戀愛番長 人生苦短，戀愛吧少女！Love is Power
  - 戀愛番長2 MidnightLesson!!!
- PSP 華鬼系列（早咲水羽）
  - 華鬼 ～戀愛初刻 永久印記～
  - 華鬼 ～夢的後續～
- PSP 最後的約定的故事（カイン・ルテシア）
- PSP BROTHERS CONFLICT 系列（彌）
  - BROTHERS CONFLICT PASSION PINK
  - BROTHERS CONFLICT BRILLIANT BLUE（彌）
- PC TOKYOヤマノテBOYS 系列（ルーシー 磯野 類）
  - TOKYOヤマノテBOYS HONEY MILK（ルーシー 磯野 類）
  - TOKYOヤマノテBOYS SUPER MINT（ルーシー 磯野 類）
  - TOKYOヤマノテBOYS DARK CHERRY（ルーシー 磯野 類）
  - TOKYOヤマノテBOYS sweet jelly beans（ルーシー 磯野 類）
  - TOKYOヤマノテBOYS Fresh Ginger（ルーシー 磯野 類）
  - TOKYOヤマノテBOYS Pure Raspberry（ルーシー 磯野 類）
  - TOKYOヤマノテBOYS Black Vanilla（ルーシー 磯野 類）
- PSP いざ、出陣！恋戦（石田三成）
- PSP 文明開華 葵座異聞錄（荒銀淋）
  - 文明開華 葵座異聞錄 再演
- PSP 安琪莉可 魔戀六騎士（修納）
- PSP 戰律雲端（宇佐美 洵）
- PSP 青之驅魔師 幻刻的迷宮（三輪子猫丸）
- PSP 紙箱戰機（灰原裕也）
- 3DS 惡魔求生者 超時極限（DEVIL SURVIVOR OVER CLOCK）（高成圭介）
- PSP バクダン★ハンダン（若挾永遠）
- BLACK WOLVES SAGA 系列（ラス・ヴォガード）
  - PC  BLACK WOLVES SAGA -Bloody Nightmare-
  - PSP BLACK WOLVES SAGA -Last Hope-
- PSP DIABOLIK LOVERS（逆卷奏人）
- PSP いっしょにごはん。PORTABLE（米田光）
- PSP L.G.S ～新說封神演義～（太公望）
- PSP 戀愛不受校規限制！（朝霧敦士）
- FAIRY TAIL系列（利昂．巴斯提亞）
  - PSP FAIRY TAIL PORTABLE GUILD
  - DS FAIRY TAIL魔導少年 激鬥！魔導士決戰
  - DS FAIRY TAIL魔導少年 激戰！卡爾地亞大聖堂
  - PSP FAIRY TAIL魔導少年 瑟雷夫覺醒
- PSP 魔法少女奈叶 A's 携带版：命运齿轮 （托玛·阿凡尼尔）
- PSP 百鬼夜行～怪談羅曼史～（龍田恭介）
- PS Vita 伊蘇 塞爾塞塔的樹海（亞特魯．克里斯汀）
- 3DS/PS3 E.X.TROOPERS（布倫．塔納）
- PS3 JOJO的奇妙冒險 群星大對決（喬尼.喬斯達）
- PSP 七龍傳說 2020-II
- 學園K -Wonderful School Days-（十束多多良）
- PSP 噬神者:神機解放（小川シュン）
- PSP NORN9（結賀驅）
- PSV NORN9 last era（結賀驅）
- 3DS 聖火降魔錄 if（タクミ）
- PC 文豪與鍊金術師（田山花袋）
- PC 刀劍亂舞 （日向正宗）
- 大和彼氏（涉谷 統）
- 源×平ボーイフレンズ シリーズ（源義經）
- タッチ★マイ執事（柳）
- 葬除屋×LORD（櫻井實理）
- 血族bloodline【台湾服务器】（夜刃）
- 白貓project（主人公）（梅里奧達斯）（艾倫）
- 恋する式神（南 千夏）
- 偶像夢幻祭（衣更真緒）
- 夢王國與沉睡中的100位王子殿下（不可思議之國 紅心國王 哈茲王子、嗶哩嗶哩王國·桃源的第二王子 夕）
- 陰陽師 (遊戲)（般若）
- 魔力時光（トウマ）
- 我的ssr戀人（吉良靜）
- 在茜色的世界與君詠唱（德川家光）
- 戀愛警報異能特勤部（一条帝虎）
- スタンドマイヒーローズ（夏目 春）
- 夢間集（冰魄銀針）
- 食之契約  台版（餃子、小餛飩、生蠔）
- 黑騎士與白魔王（威爾）
- ファンタジーライフオンライン（グレン/ゼオ）
- Switch 任天堂明星大亂鬥 特別版（勇者（DQVIII）'） ※收費追加下載內容登場的角色
- JUMP FORCE（轰焦冻）
- 動物偶像（南條和臣）
- UNDER NIGHT IN-BIRTH 夜下降生（賽特）
  - UNDER NIGHT IN-BIRTH Exe:Late
  - UNDER 
NIGHT IN-BIRTH Exe:Late[st]
  - UNDER 
NIGHT IN-BIRTH Exe:Late[cl-r]
- 蒼翼默示錄：交叉組隊戰（賽特）
- 明日方舟（断崖）
- 食物語（川味火鍋）
- 三國志幻想大陸（張遼）
- 拳皇全明星（梅里奧達斯）
- 冷然之天秤（尾崎隼人）
- 未定事件簿（夏彥/水無瀬夏彥）
- Tokyo Chronos (蔭山哲)
- fire emblem heroes（拓海）
- 傳說對決(納克羅斯次元突破造型)
- 春逝百年抄（西球真琴）
- 怪物彈珠（莫比烏斯）[67]。

### 日語吹替

#### 電影、電視影集
- 成名在望
- 天氣之子(高井刑事)
- 玩酷世代（Brad）
- 好奇猴喬治（送貨員4）
- 犯罪心理（Kevin）
- 花邊教主（Eric van der Woodsen）
- CSI犯罪現場：紐約#10
- CSI犯罪現場：邁阿密（マスリー少年）
- 孟漢娜
- 浩劫餘生（Dale Turner）
- 小查與寇弟的頂級生活（Antonio）
- 流氓醫生（House M.D）第二季（Boyd）#19
- 殺人玩偶（Triloquist）（Norbert）
- 光明追捕手：黑紀元（Robin Stanton）
- 惡靈空間2（Boogeyman2）（Paul）
- 凡爾賽宮「鏡廳」
- 靈媒緝兇

第三季#15
第四季#2
- 戀愛時代 (韓國電視劇)（支持者2）
- LOST檔案（大衛）
- 石牆風暴（Stonewall）（Danny Winters〈Jeremy Irvine 主演〉[68]）

#### 動畫
- 好奇猴喬治（達人1）
- 星球大戰動畫：複製人戰爭（コーキー）
- 蝙蝠俠：高譚騎士（B惡魔）
- 露比的怪誕城（Ruby Gloom）（Scaredy Bat）

### 旁白
- 荒川知水資料館 「河川生物－魚編」（蛙爺博士）
- 青少年科學天文館 「我們看見的星星/我們的地球」（哲）
- 世界的賽馬
- Discovery Park燒津天文館「生命的記憶 -Born in The Space-」（心思細膩的少年）和歌手谷山浩子共同演出。
- 怪博士與機器娃娃DVD-BOX　SLUMP THE BOX 90's（TVCM旁白）
- トリハダ（秘）スクープ映像100科ジテン（第三回〈2010年9月23日〉の放送以降）
  - トリハダ（秘）スクープ映像 超カワイイ動物 大集合（2010年8月28日）
  - トリハダ（秘）スクープ 特別編 世界のスゴイ映像100連発スペシャル（2011年3月22日）
- 飛び出せ!ワールドモニター（2010年9月24日、2011年1月16日）
- アニソンぷらす 2012年5月份旁白

### 廣播
- 鐵馬少年 SPECIAL（和名塚佳織共同主持）
- 下野紘&梶裕貴のRadio Misty（2008年7月4日－2010年12月1日）
- ライフウィズアイドルプレゼンツ "アイドル・オン・ザ・レイディオ!"（2008年8月28日－10月16日、アニメイトTV：和小田久史、前野智昭共同主持）
- ライフウィズアイドルプレゼンツ!帰ってきたアイドル・オン・ザ・レイディオ!（2009年5月15日－8月21日網路廣播發布站音泉）
- ゆうきとつばさのひよこ（2008年10月3日－、携帯用「声優アニメイト+hm3」内おしゃべり放送局：與代永翼共同主持）
- STB 桜真町町内放送（2008年10月3日－2009年3月19日、アニメイトTV：和福圓美里共同主持）
- 黒執事 Phantom Midnight Radio「Radio・Extra side」（2008年10月9日－2009年11月19日 、アニメイトTV）
- 黒執事II Webラジオ ファントムパーティーナイト〜真夜中の仮面舞踏会〜（アニメイトTV：2010年8月4日－，1-8回與櫻井孝宏共同主持）
- VOICE CREW（FM NACK5系、第21代主持人（［2009年4月5日－2010年3月28日（#626–#677）］和本多陽子共同主持）
- SAY YOU Channel Kiss Of Voice!『梶裕貴のフェイス』（Kiss-FM KOBE系）(2009年7月4日－2010年2月5日)
- ナイルとホクトのグラール学園放送部（ランティスウェブラジオ：2009年9月18日－2011年12月23日、與阿部敦共同主持）
- 森久保祥太郎・寺島拓篤・梶裕貴 ★★★プロデュース（ラジオ大阪、ラジオ日本、アニメイトTV：2010年5月15日－2011年10月1日、與森久保祥太郎和寺島拓篤共同主持）
- 少尉茶寮 ざくろ（ランティスウェブラジオ：2010年8月13日（プレ配信）、2010年9月1日（本配信）－2010年12月29日、與日野聰共同主持）
- 大和彼氏 THE RADIO（ニコニコ生放送：2010年8月20日－2011年4月22日）
- ディストピアラジオNO.6（音泉：2011年6月23日－2012年2月16日、與細谷佳正共同主持）
- GUILTY CROWN RADIO COUNCIL（音泉：2011年10月7日－2012年4月9日、與茅野愛衣每周交換主持）
- 戦国大戦下克上（YOUTUBE：2011年11月1日－ 2012年11月12日、不定期放送。與立花慎之介共同主持）
- 進撃の巨人ラジオ ～梶と下野の進め！電波兵団（音泉：2013年4月1日－、與下野紘共同主持）
- 梶裕貴のひとりごと（2014年4月13日－、每周更新30分番组 日曜23:00~23:30）

### 有聲漫畫
- VOMIC 靈能力者 小田霧響子的謊言（谷口仁志）
- クォンタム・メカニクス戦記 ど根性メガネ タックマン!（ユーキ）
- VOMIC 說謊的莉莉（篠原苑）
- VOMIC ボクと魔女の時間（綴エンジ）
- DIABOLIK LOVERS ドS吸血CD Vol.3（逆卷奏人）

### 真人演出

#### 電影
- 神☆ヴォイス（白池悠宙）

#### 電視節目
- アニちゃんねる! 鹿谷弥生のドキドキ研究所（TBS頻道：11月15、22、29日來賓）
- ドーリィ☆バラエティ HYPER ViSUADOLL MOVIE（tvk、BIGLOBEストリーム，2008年10月2日－2009年3月26日）
- 東京エンカウント（AT-X：第五、六章來賓）
- Club AT-X しもがめ（來賓：梶裕貴、日笠陽子，放送日：2012年1月1日）
- アニソンぷらす（來賓：梶裕貴，放送日：2012年2月20日）
- アニソンぷらす（來賓：梶裕貴、茅野愛衣、AKINO with bless4，放送日：2012年5月28日）
- 春の最新アニメ緊急大集合!!もえ×こんぷらす（宣傳「創聖機械天使EVOL」，放送日：2012年4月2日）
- Fan+ Presents「週刊 声優一首」（來賓：下野紘、梶裕貴，放送日：2012年7月2日）

#### 電視劇
- 朝5晚9 第7話（2015年）
- 只要有北齋和飯（2017年，北齋）
- 腦內智慧型手機人類 最終回（2017年）
- 錢的盡頭是愛情的開始（2020年，山鹿眞一郎）
- 機界戰隊全開者（2021年，獅王 / 全界獅王）
- 世界奇妙物語 夏之特別篇2021「還有15秒就死」（2021年，死神）
- Voice 110緊急指令室 第5話（2021年）
- 村井之戀（2022年，春夏秋冬）
- 為你綻放的花 第3話・第4話（2022年，阿俊）
- Get Ready! 第1話（2023年，中小企業社長）
- 派對咖孔明 第2話（2023年）
- 119緊急呼叫 第1話（2024年）

#### DVD
- 下野紘&梶裕貴のRadio Misty 系列
  - 下野紘&梶裕貴のRadio Misty 特別編
  - 下野紘&梶裕貴のRadio Misty 〜第一次的公開錄音編〜
  - 下野紘&梶裕貴のRadio Misty 2nd LIVE
  - 下野紘&梶裕貴のRadio Misty 特別編2 〜大江戸温泉物語〜
  - 下野紘&梶裕貴のRadio Misty 第4回公開録音
- 百歌SAY!RUN!（百歌聲爛紀念演唱會）
- OTOMATE PARTY♪系列
  - OTOMATE PARTY♪2009
  - OTOMATE PARTY♪2011
  - OTOMATE PARTY♪2012
- Original Entertainment Paradise系列
  - Original Entertainment Paradise 2009
  - Original Entertainment Paradise 2010
- KAMEN RIDER DRAGON KNIGHT SPECIAL EVENT
- 梶裕貴のフェイス! Vol.1・2
- 黒執事
  - 黑執事 最後的晚餐 聲優見面會（僅結尾出場）
  - 黑執事 赤色情人節 聲優見面會
- G.Addict LIVE Sign of Addiction'11
- STORM LOVER系列
  - STORM LOVER 春恋嵐
  - STORM LOVER 夏恋嵐
- 電撃文庫 秋冬の陣 de デュラララヴァーズ in 中野
- ライブビデオ JAPAN 乙女♥Festival
- ゆうきとつばさのひよこ 〜ふたりっきりの遠足〜
- Lucian Bee's ROMANXIA WORLD TOUR 2010 in YOKOHAMA
- 青之驅魔師 BLUE NIGHT FES.
- 神☆ヴォイス
- 烙印勇士 黃金時代篇I 霸王之卵

### 舞台
- 嵐になるまで待って

### CD

#### 廣播劇CD
- 月面兔兵器米娜 Character Collection1（小不點）
- 幻想水滸傳II（喬伊．安德雷特（喬伊．布萊特））
- 萌．怪盜蕾莉絲（男性工作人員）
- 夜櫻四重奏系列（比泉秋名）
  - 夜櫻四重奏~廣播劇CD1よざクラ!
  - 夜櫻四重奏~廣播劇CD2よざカル!
- グラール騎士団系列（ナイル）
  - グラール騎士団．ホムンクルス騒動
  - グラール騎士団 Quatre saisons 10月の時計塔
  - グラール騎士団 Quatre saisons 1月の雪吹雪
  - グラール騎士団 Quatre saisons 4月の零れ桜
  - グラール騎士団 Quatre saisons そして7月の時計塔
  - グラール騎士団 復讐するは彼にあり ※C78限定販售
- いっしょにごはん系列（米田 光）
  - いっしょにごはん。vol.1~vol.6
  - いっしょにごはん。あらかると 米田 光
  - いっしょにごはん。あらかると 辛澤 澪
  - いっしょにごはん。あらかると 伴場 軍司
  - いっしょにごはん。あらかると 林 流宇
  - いっしょにごはん。あらかると 卯野葉 直
  - いっしょにごはん。あらかると 多摩 卵丸
  - いっしょにごはん。あらかると 鳥山 揚介
  - いっしょにごはん。あらかると 海野 力
  - いっしょにごはん。あらかると 大豆 納
  - いっしょにごはん。あらかると サトウ
- 王立王子学園系列（柊元親）
  - 王立王子学園 vol.1 シンデレラの王子様
  - 王立王子学園 vol.2 白雪姫の王子様
  - 王立王子学園 vol.3 親指姫の王子様
- 不思議の国のアリス（愛麗絲）
- グリオットの眠り姫系列（ライル．セージ）
- グリオットの眠り姫 第1巻 ※特装版附廣播劇CD
- グリオットの眠り姫 第2巻 ※特装版附廣播劇CD
- 要你對我×××！（霜月 晶）※第8、9、10巻 特装版附廣播劇CD
- 鄰座的怪同學（吉田優山）※第7巻 特装版附廣播劇CD
- 鄰座的怪同學（吉田優山）※第9巻 特装版附廣播劇CD
- Magnolia系列（スイ）
- Magnolia 第3巻 ※特装版附廣播劇CD
- Magnolia 第4巻 ※特装版附廣播劇CD
- NO.6（紫苑）※第4巻 特装版附廣播劇CD
- "末摘花" 光在地球之時……（帝門光）※第5巻 特装版附廣播劇CD
- 少年女仆（日野祐司）
- 血腥+馬利（Bloody Mary）
- 魔法少女奈叶 The MOVIE 2nd A's 廣播劇CD Side-Y（托玛·阿凡尼尔）

#### 廣播談話･朗讀CD
- あいのことば その1 [檜山一郎]（梶裕貴）
- KISSxKISS collections vol.15 「BABY BABY KISS」（三嶋知明）
- 「I LOVE PET!!」vol.6（Hamster-Marron）
- 心あたたまる物語系列
  - 心あたたまる物語 Vol.1（〜恋愛編〜「手紙」）
  - 心あたたまる物語外伝 その1（「くちなし」）
  - 心あたたまる物語外伝 SP 限定オマケディスク 〜二十四の台詞集〜（「尚人の手紙」）
- 近藤隆のももんがあッCD 梶裕貴の難
- 幕末志士物語〜新選組編〜（「沖田総司物語」）
- 幕末志士物語外伝〜14の新選組&薩摩・長州編〜（「沖田総司物語外伝」）
- 妄想エステIV（中大路海）
- DJCD『夜櫻四重奏 STB 桜真町町内放送』第1&2卷
- 下野紘&梶裕貴のRadio Misty 系列
  - 下野紘&梶裕貴のRadio Misty DJCD vol.1-12.5
  - 下野紘&梶裕貴のRadio Misty 特別版 Dear･･･

#### BLCD
- アーサーズ・ガーディアン 赤盤（柚木雙葉）
- 間之楔系列（スティン）
  - 間之楔II 〜NIGHTMARE〜
  - 間之楔III 〜RESONANCE〜
- 愛玩少年（日向）
- 愛だろ、愛!! -山田ユギバンブーセレクションCD-『さすらい』（松田）
- 仮面の花嫁〜弄花伝〜（蓮季）
- かわいいかくれんぼ（牛島）※「ルチル」隔月刊化2周年記念 録り下ろし原創廣播劇CD
- 空中庭園（アーイシャ）
- 交渉人は黙らない（橋田智紀） 
  - 交渉人は疑わない（橋田智紀）
- 言葉なんていらない（佐原志束） 
  - 息もできないくらい（佐原志束）
- calling（比奈村一明）
- JUNK!BOYS 〜尋找灰姑娘!〜（學生B）
- 新宿退屈男〜欲望の法則〜（京）
- 是－ZE－（初陽）
- せつなさは夜の媚薬（八嶋元樹）
- 全寮制櫻林館学院 〜ロマネスク〜（桜井千聖）
- その唇に夜の露（若江恭一（中学生時代））
- デビジェル・クロニクル〜闇の封印、甘い傷跡〜（影里星羅）
- 囚われの楽園で王子と（春山）
- ドロップアウト 甘い爪痕（劉華炎）
- ネーム・オブ・ラブ（坂本翠）
- ハートストリングス（ケンジ）
- 秘密のゴミ箱で恋をして（誠）
- 妖精学園フェアラルカ♥ 〜双子のシルフにご用心〜（ヴァル）
- 不実な恋ならたまらない -浪漫神示-（五十猛）
- 香港恋愛夜曲（黎玉秦）
- 魔法使いの恋（荒谷）
- 迷える庶民に愛の手を（吉良薫琉）
- 妄想エレキテル（里中良人/番外1中的漫畫男角）
- 夢結び恋結び（澤ノ井青）
- ラ・サタニカ（夏木）
- Rush!（宮田賢一）
- 別れる2人の愛の劇場。（上野優馬）
- CRITICAL LOVERS （水野千尋）
- できちゃった男子（小比企飛翠）
- できちゃった男子～ハーレム編～（小比企飛翠）
- できちゃった男子～ハネムーン編～（小比企飛翠）
- 御曹司の口説き方（兎本勇美）
- あめの帰るところ（椎本千歳）
- 男子迷路（猿谷人志）
- 星の王子さま
- 僕の先輩（飴宮はじめ）
- シュガーコード（高木亮）
- 侘びとエロスのお稽古（宫瀬聡维）

### 特攝
2021年
- 機界戰隊全開者 THE MOVIE 赤色戰鬥！全戰隊大集會！！（牙昂/全開牙吠）
- 機界戰隊全開者（牙昂/全開牙吠）
- 假面騎士聖刃 + 機界戰隊全開者 超級英雄戰記（牙昂/全開牙吠）

2022年
- 機界戰隊全開者VS煌輝者VS前輩者（牙昂/全開牙吠）

2025年
- No.1戰隊豪獸者（帝加索德）

### 其他
- SEIGURA mobile 特別企劃「月刊まるごと 梶裕貴」
- SEIGURA mobile 特別企劃 聲優偵探（偵探男孩）
- 突撃! ときめき♥生徒会（學生A）

## 音樂唱片

### 單曲
| 枚  | 發售日        | 標題            | 商品編號  | 最高位 |
| --- | ------------- | --------------- | --------- | ------ |
| 1st | 2012年2月22日 | sense of wonder | LACM-4910 | 7位    |
| 2nd | 2012年9月5日  | Hello！         | LACM-4980 | 14位   |

### 角色歌、企劃CD
| 發售日   | 標題                                                                                            | 名義 | 楽曲 | 商業搭配                                             |
| 2007年   | 2007年                                                                                          | 2007年 | 2007年 | 2007年                                               |
| -------- | ----------------------------------------------------------------------------------------------- | --- | --- | ---------------------------------------------------- |
| 10月26日 | Over Drive 角色歌系列 vol.5 篠崎命                                                              | 篠崎命 | 「CHANGE-UP」 | 電視動畫『Over Drive』角色歌                         |
| 2008年   |                                                                                                 | | |                                                      |
| 11月19日 | LIFE WITH IDOL 聲樂原聲帶                                                                       | 天見由宇 | 「Ｆｌｙ」 | PC遊戲『LIFE WITH IDOL』角色歌                       |
| 12月25日 | ハイビーム                                                                                      | TRIBE （森久保祥太郎×寺島拓篤×梶裕貴） | 「ハイビーム」 | テレビ神奈川『ドーリィ☆バラエティ』片頭曲            |
| 2009年   |                                                                                                 | | |                                                      |
| 3月18日  | 百歌声爛 -男性声優編- III                                                                       | 梶裕貴 | 「めざせポケモンマスター」 「WILL」 「Wild Flowers」 「おはよう。」 「dis-」 「W-Infinity」 「brave heart」 「FRIENDS」 「変わらないもの」 「ガーネット」                                                               |                                                      |
| 8月12日  | LIFE WITH IDOL2-機械のカナリア- 聲樂原聲帶                                                      | スリーナイツ （梶裕貴×小田久史×前野智昭） | 「TOKIMEKI☆」 | PC遊戲『LIFE WITH IDOL2-機械のカナリア-』聲樂原聲帶  |
| 8月26日  | 仮面の下のバラッド/Meteoric shower                                                              | ROMANXIA （宮野真守×鈴木達央×寺島拓篤×梶裕貴×TAKERU×下野紘） | 「仮面の下のバラッド」 「Meteoric shower」 | PS2遊戲『Lucian Bee's』主題歌                        |
| 9月25日  | Tomorrow's wind                                                                                 | しもかじ。 （下野紘×梶裕貴） | 「Tomorrow's wind」 「Misty Moon」 | 廣播『下野紘&梶裕貴のRadio Misty』主題歌             |
| 10月7日  | Lucian Bee's 角色歌系列 Vol.3「蜃気楼・イン・ザ・ダーク」                                       | 六花執 | 「蜃気楼・イン・ザ・ダーク」 | PS2遊戲『Lucian Bee's』角色歌                        |
| 10月21日 | montage                                                                                         | 六本木史（KENN）×新宿凛太郎（置鮎龍太郎）×汐留行（梶裕貴）×両国逸巳（森田成一） | 「montage」 | 電視動畫『奇蹟列車～歡迎來到大江戶線～』片頭曲       |
| 12月9日  | signal                                                                                          | G.Addict | 「signal」 「Black Whirlpool」 「grindingdays」 |                                                      |
| 12月23日 | 奇蹟列車～歡迎來到大江戶線～ 角色歌系列 Vol.5 汐留行                                            | 汐留行 | 「RAILWAY→EXIT」 「線路は走るよ6の字に 〜大江戸線へようこそ・汐留ver.〜」 | 電視動畫『奇蹟列車～歡迎來到大江戶線～』角色歌       |
| 2010年   |                                                                                                 | | |                                                      |
| 5月26日  | everlasting note                                                                                | G.Addict | 「everlasting note」 「Last days」 |                                                      |
| 8月25日  | 駄庭師、楽唱                                                                                    | 菲尼安 | 「完全無欠超絶技巧庭師」 「未来の想い出」 | 電視動畫『黒執事II』角色歌                           |
| 10月6日  | monochrome/prism                                                                                | G.Addict | 「monochrome」 「prism」 |                                                      |
| 10月20日 | 猛獣使與王子 角色歌專輯                                                                         | 埃里克 | 「Break the chain」 | PS2遊戲『猛獣使與王子』角色歌                        |
| 10月27日 | Justice・伝説を刻め!                                                                            | ブレイブバトルウォーリアーズ | 「Justice・伝説を刻め!」 | 電視動畫『BB戰士三國傳』片尾曲                       |
| 11月24日 | 初戀幻燈機                                                                                      | 雪洞（豊崎愛生）×鬼燈（堀江由衣）×花桐丸龍（梶裕貴） | 「純情マスカレイド」 | 電視動畫『半妖少女綺麗譚』片尾曲                     |
| 11月24日 | 源×平学園合戦録キャラソン+ドラマCD 源×平ボーイフレンズ vol.1 ～全寮制男子校人体実験千本桜の巻～ | 源義經（梶裕貴）×武藏坊辨慶（浅沼晋太郎） | 「ネンネンサイサイDay By Day!」 | PC遊戲『源×平ボーイフレンズ』角色歌                  |
| 11月24日 | 愛言葉になるD.N.A.                                                                              | ROMANXIA （宮野真守×鈴木達央×寺島拓篤×梶裕貴×TAKERU×下野紘） | 「愛言葉になるD.N.A.」 「星屑レボリューション」 | PSP遊戲『Lucian Bee's』片頭曲                        |
| 2011年   |                                                                                                 | | |                                                      |
| 2月23日  | HIGH-END                                                                                        | G.Addict | 「highend days」 「everlasting note」 「monochrome」 「-ability-」 「僕が出来るコト」 「-想-」 「BLUE」 「-Line of Elevation-」 「bullet」 「-Lost key-」 「Chain of mind」 「Last days」 「prism」 「miss you always」 |                                                      |
| 4月6日   | 閃電十一人 原創角色歌專輯                                                                       | 染岡龍吾（加瀨康之）×飛鷹征矢（峯暢也）×不動明王（梶裕貴）×綱海条介（阪口周平） | 「Bad Boys Brother's Blues～海と漢と侠とモヒカン～」 | 電視動畫『閃電十一人』角色歌                         |
| 4月8日   | 夜櫻四重奏 角色歌                                                                               | 比泉秋名 | 「ハレーションローテーション」 | 漫畫第10集『夜櫻四重奏』附贈角色歌專輯               |
| 5月11日  | STORM LOVER 角色歌CD ―LOVERS COLLECTION― Vol.2「KISS DISC -立夏&タクミ-」                       | 寅谷立夏 | 「Love→Go→Round」 | PSP遊戲『STORM LOVER』角色歌                         |
| 6月1日   | TOKYOヤマノテBOYS SUPER MINT DISC OP＆EDテーマ                                                  | 桐嶋伊織（鈴木達央）× 磯野 類（梶裕貴）×九條拓海（遊佐浩二） | 「熱狂XOXO」 「熱狂XOXO ルーシー Solo ver.」 | PC遊戲『TOKYOヤマノテBOYS SUPER MINT』片頭曲         |
| 7月1日   | 死囚樂園 角色歌                                                                                 | 鷹見羊 | 「Our Innocence」 「My Dear…」 | 電視動畫『死囚樂園』角色歌                           |
| 7月6日   | TOKYOヤマノテBOYS SUPER MINT DISC 角色歌                                                        | 磯野 類 | 「LAST KISS」 | PC遊戲『TOKYOヤマノテBOYS SUPER MINT』角色歌         |
| 10月26日 | AGFイメージソング DREAM PASSPORT～ＡＧＦのテーマ～                                              | AKITO（寺島拓篤）×G（梶裕貴）×FUKU（鈴木達央） | 「AGFイメージソング DREAM PASSPORT～ＡＧＦのテーマ～」 「G ソロVer.」 | Animate Girls Festival EVENT 印象人物角色歌          |
| 11月16日 | Dreamers!                                                                                       | 白池悠宙（梶裕貴）×久保寺辰真（羽多野渉） | 「Dreamers!」 | 電影『神☆ヴォイス』主題歌                            |
| 12月28日 | MUSIC OF 神☆ヴォイス                                                                            | 白池悠宙 | 「Dreamers!／白池悠宙（梶 裕貴）」 | 電影『神☆ヴォイス』原創原聲帶                        |
| 2012年   |                                                                                                 | | |                                                      |
| 1月25日  | 閃電十一人GO 原創角色歌專輯                                                                     | 三國太一（佐藤健輔）×南澤篤志 | 「本物の強さ」 | 電視動畫『閃電十一人GO』角色歌                       |
| 1月25日  | C³ -魔幻三次方- 角色歌專輯                                                                      | 夜知春亮 | 「Always with You」 | 電視動畫『C³ -魔幻三次方-』角色歌                    |
| 7月25日  | 慈善CD「tetote」                                                                                | 男聲優：浅沼晋太郎、岡本信彦、小野大輔、梶裕貴、 木村良平、藤原啓治、前野智昭。 女聲優：井口裕香、伊藤かな恵、伊藤静、 井上麻里奈、金元寿子、川澄綾子、喜多村英梨、 釘宮理恵、佐藤聡美、佐藤利奈、沢城みゆき、 中原麻衣、南條愛乃、能登麻美子、花澤香菜、 日笠陽子、ミルキィホームズ（三森すずこ、徳井青空、佐々木未来、橘田いずみ）、悠木碧。 | 「tetote」 |                                                      |
| 8月9日   | 夜櫻四重奏 角色歌專輯                                                                           | 槍櫻 姬（福圓美里）×比泉秋名（梶裕貴） | 「鳴り響け!桜新町賛歌」 | 漫畫第12集『夜櫻四重奏』限定版附贈角色歌專輯         |
| 8月24日  | いっしょにごはん。 あらかると 「DAY BY DAY/木漏れ日ループ」                                     | 米田光（梶裕貴）×サトウ（羽多野渉） | 「DAY BY DAY」 「木漏れ日ループ」 | 廣播劇CD『いっしょにごはん。 あらかると』主題歌      |
| 8月29日  | BLACK WOLVES SAGA -Bloody Nightmare- Song collection 「Dear Despair」                           | ラス・ヴォガード | 「Dear Despair」 | PC遊戲『BLACK WOLVES SAGA -Bloody Nightmare-』主題歌 |
| 12月12日 | BLACK WOLVES SAGA -Last Hope- Song collection 「Tears」                                         | ラス・ヴォガード | 「Last Hopeオープニング」 | PSP遊戲『BLACK WOLVES SAGA -Last Hope-』主題歌       |
| 12月26日 | 魔奇少年 角色歌01                                                                               | 阿里巴巴 | 「one step further」 | 電視動畫『魔奇少年』角色歌                           |
| 2013年   |                                                                                                 | | |                                                      |
| 2月27日  | IXION SAGA DT GOLDEN BEST of ED                                                                 | 艾樂庫派爾（神谷浩史）、巴里阿西恩（梶裕貴）、列昂（杉田智和）、古斯塔夫（鈴村健一）、KT（齋賀光希） | 「Stand Up!ED」 | 電視動畫『IXION SAGA DT』主題曲                      |
| 2月27日  | IXION SAGA DT GOLDEN BEST of ED                                                                 | 巴里阿西恩 | 「全て俺のモノ」 | 電視動畫『IXION SAGA DT』主題曲                      |
| 4月24日  | 櫻花大戰奏組 奏組歌音集                                                                         | 桐朋源三郎 | 「バカは嫌いだ 以上コーダ」 | 漫畫『櫻花大戰奏組』印象角色歌                       |
| 7月3日   | DIABOLIK LOVERS 角色歌Vol.2 逆卷奏人                                                            | 逆卷奏人 | 「切断★舞踏会」 | 『DIABOLIK LOVERS』角色歌                            |
| 7月31日  | 14 to 1                                                                                         | ASAHINA Bros.+JULI［雅臣（興津和幸）、右京（平川大輔）、要（諏訪部順一）、光（岡本信彥）、椿（鈴村健一）、梓（鳥海浩輔）、棗（前野智昭）、琉生（武內健）、昴（小野大輔）、祈織（浪川大輔）、侑介（細谷佳正）、風斗（KENN）、彌（梶裕貴）、朱利（神谷浩史）］                                                                                   | 「14 to 1」 | 電視動畫『BROTHERS CONFLICT』片尾曲                  |
| 9月20日  | 電視動畫「BROTHERS CONFLICT」角色概念迷你專輯(1) 「オ・ト・ナ」                                 | 雅臣（興津和幸）、弥（梶裕貴） | 「獣耳戦隊ミミレンジャー！」 | 電視動畫『BROTHERS CONFLICT』角色歌                  |
| 9月25日  | 「諸神的惡作劇」神曲集 阿努比斯＆托特                                                           | 阿努比斯 | 「Tip Tap」 | 遊戲『諸神的惡作劇』插入曲                           |
| 10月23日 | 電視動畫「BROTHERS CONFLICT」角色概念迷你專輯(2) 「コ☆ド☆モ」                                   | 琉生（武内健）、昴（小野大輔）、祈織（浪川大輔）、侑介（細谷佳正）、風斗（KENN）、弥（梶裕貴）、朱利（神谷浩史） | 「挑発 Machine☆Gun」 | 電視動畫『BROTHERS CONFLICT』角色歌                  |
| 11月27日 | 夜桜四重奏 キャラクターソングベスト&オリジナルサウンドトラック 桜新町の鳴らし方。               | 比泉秋名 | 「ハレーションローテーション」 「kid, I like quartet」 | 電視動畫『夜櫻四重奏』關聯曲                         |
| 11月27日 | 夜桜四重奏 キャラクターソングベスト&オリジナルサウンドトラック 桜新町の鳴らし方。               | 槍櫻姬（福圓美里）、比泉秋名（梶裕貴）、七海蒼（藤田咲）、五十音言葉（沢城みゆき）、岸恭助（小野大輔）、岸桃華（戸松遥）、V·茱莉·F（大久保藍子）、V·莉菈·F（茅野愛衣） | 「またねとまたね」 | 電視動畫『夜櫻四重奏』關聯曲                         |
| 11月27日 | 夜桜四重奏 キャラクターソングベスト&オリジナルサウンドトラック 桜新町の鳴らし方。               | 比泉秋名（梶裕貴）、槍櫻姬（福圓美里） | 「鳴り響け！桜新町賛歌」 | 電視動畫『夜櫻四重奏』關聯曲                         |
| 12月27日 | 月歌。雙人單曲（年少組1） 師走驅＆如月戀「だってまだまだアバンタイトル」                        | 師走驅（梶裕貴）、如月戀（増田俊樹） | 「だってまだまだアバンタイトル」 | Drama CD『月歌。』角色歌                             |
| 2014年   |                                                                                                 | | |                                                      |
| 1月29日  | 動畫「DIABOLIK LOVERS」限定版 III 特典CD                                                        | 逆卷奏人 | 「銀の薔薇 -Kanatolyrics-」 | 電視動畫『DIABOLIK LOVERS』關聯曲                    |
| 2月28日  | 月歌。雙人單曲（年少組2） 師走驅＆如月戀「イノセンシア」                                        | 師走驅（梶裕貴）、如月戀（増田俊樹） | 「イノセンシア」 | Drama CD『月歌。』角色歌                             |
| 4月16日  | 愚者信長角色歌 Vol.2 豐臣·秀吉                                                                  | 豐臣·秀吉 | 「SPEARHEAD!」 「SIDE BY SIDE」 | 電視動畫『愚者信長』角色歌                           |
| 4月30日  | 櫻花大戰奏組 vocal CD「我ら奏でるこの音で/春よ来い春よ」                                        | ヒューゴ・ジュリアード（細谷佳正）、G.O.バッハ（日野聡）、桐朋源二（松岡禎丞）、桐朋源三郎（梶裕貴）、フランシスコ・ルイス・アストルガ（立花慎之介） | 「我ら奏でるこの音で」 | 舞台『櫻花大戰奏組 〜薰風小夜曲〜』關聯曲            |
| 8月20日  | DIABOLIK LOVERS MORE CHARACTER SONG Vol.2 逆巻カナト                                            | 逆卷奏人 | 「GRATEFUL★DEAD★MARCH」 | 『DIABOLIK LOVERS』關聯曲                            |
| 11月9日  | NORN9 ノルン+ノネット Cantare Vol.1                                                             | 結賀驅 | 「君をずっと」 | 遊戲『NORN9 命運九重奏』關聯曲                       |
| 11月26日 | 我的話就不行嗎?〜「告白實行委員會」角色歌曲集〜                                                 | HoneyWorks feat.望月蒼汰 | 「ヤキモチの答え」 | 『告白實行委員會 ～戀愛系列～』關連曲                |
| 2015年   |                                                                                                 | | |                                                      |
| 1月28日  | I LOVE YOUが聞こえない                                                                          | ASAHINA Bros.+JULI［雅臣（興津和幸）、右京（平川大輔）、要（諏訪部順一）、光（岡本信彥）、椿（鈴村健一）、梓（鳥海浩輔）、棗（前野智昭）、琉生（武內健）、昴（小野大輔）、祈織（浪川大輔）、侑介（細谷佳正）、風斗（KENN）、彌（梶裕貴）、朱利（神谷浩史）］                                                                                   | 「I LOVE YOUが聞こえない」 | OVA『BROTHERS CONFLICT』片尾曲                       |
| 2月27日  | 月歌。Six Gravity 組合單曲「Gravity!」                                                          | Six Gravity［師走驅（梶裕貴）、睦月始（鳥海浩輔）、如月戀（増田俊樹）、彌生春（前野智昭）、卯月新（細谷佳正）、皐月葵（KENN）］ | 「Gravity!」 | 『ツキウタ。』關連曲                                 |
| 3月4日   | 七大罪vocal collection 梅利奧達斯 VS 吉爾桑達                                                   | 梅利奧達斯 | 「カンパイ!!」 | 電視動畫『七大罪』關連曲                             |
| 3月18日  | ダイヤのA キャラクターソングシリーズ Vol.9 成宮鳴                                               | 成宮鳴 | 「GET TO THE TOP」 | 電視動畫『鑽石王牌』關連曲                           |
| 3月25日  | 四月は君の嘘 BD・DVD第2巻特典CD                                                                 | 相座武士 | 「奇跡の先へ〜エチュード Op.10-4」 | 電視動畫『四月是你的謊言』關連曲                     |
| 6月17日  | ボーイフレンド（仮）キャラクターCDシリーズ vol.1 如月斗真&北城猛&守部匡治                       | 守部匡治 | 「未来」 | 遊戲『男朋友（仮）』關連曲                           |
| 6月24日  | キャラクターCD「SERVAMP-サーヴァンプ-」 Vol.1 真昼＆クロ                                        | 城田真晝（寺島拓篤）、小黑（梶裕貴） | 「Crossing World」 | DramaCD『吸血鬼僕人』關連曲                          |
| 6月24日  | キャラクターCD「SERVAMP-サーヴァンプ-」 Vol.1 真昼＆クロ                                        | 小黑 | 「Crossing World」 | DramaCD『吸血鬼僕人』關連曲                          |
| 6月26日  | ツキウタ。シリーズ 師走駆「砂時計とホットミルク」                                               | 師走驅 | 「砂時計とホットミルク」 「ちこくのうた」 | 『月歌。』關連曲                                     |
| 7月1日   | ハイスクールD×D BorN オリジナルサウンドトラック                                                 | 兵藤一誠 | 「おっぱいドラゴンの歌」 | テレビアニメ『惡魔高校D×D BorN』關連曲               |
| 8月19日  | DIABOLIK LOVERS Bloody Songs -SUPER BEST II- 逆巻家ver                                          | 逆卷綾人（緑川光）、逆卷奏人（梶裕貴）、逆卷禮人（平川大輔）、逆卷修（鳥海浩輔）、逆卷伶司（小西克幸）、逆卷昴（近藤隆） | 「Bloody★Mayim★Mayim」 | 『DIABOLIK LOVERS』關連曲                            |
| 11月18日 | 反撃の大地                                                                                      | 艾連·葉卡（梶裕貴）、約翰·基爾斯坦（谷山紀章）、米卡莎·阿卡曼（石川由依）from attackers | 「反撃の大地」 | 電視動畫『進擊！巨人中學校』片尾曲                   |
| 2016年   |                                                                                                 | | |                                                      |
| 1月20日  | DIABOLIK LOVERS VERSUS SONG Requiem（2）Bloody Night Vol.IV カナトVSレイジ                      | 逆卷奏人（梶裕貴）、逆卷伶司（小西克幸） | 「蠱惑のParade」 | 『DIABOLIK LOVERS』關連曲                            |
| 1月20日  | DIABOLIK LOVERS VERSUS SONG Requiem（2）Bloody Night Vol.IV カナトVSレイジ                      | 逆卷奏人 | 「蠱惑のParade」 | 『DIABOLIK LOVERS』關連曲                            |
| 1月27日  | あんさんぶるスターズ！ ユニットソングCD Vol.8 Trickstar                                         | Trickstar[氷鷹北斗（細谷佳正）、明星スバル（柿原徹也）、遊木真（森久保祥太郎）、衣更真緒（梶裕貴）] | 「Rebellion Star」 「CHERRY HAPPY STREAM」 | 遊戲『偶像夢幻祭』關連曲                             |
| 2月24日  | DIABOLIK LOVERS LUNATIC PARADE「Fanatic of Night」                                              | 逆卷綾人（緑川光）、逆卷奏人（梶裕貴）、逆卷禮人（平川大輔）、逆卷修（鳥海浩輔）、逆卷伶司（小西克幸）、逆卷昴（近藤隆） | 「Fanatic of Night」 | 遊戲『DIABOLIK LOVERS LUNATIC PARADE』片頭曲         |
| 2月24日  | Blu-ray & DVD『ワンパンマン 3』 特典CD                                                          | 音速索尼克 | 「ソニックのワンパン音頭」 | 電視動畫『一拳超人』關連曲                           |
| 8月24日  | FORBIDDEN★STAR SYRUP 1st                                                                        | 三錠マシロ（下野紘）、鳳来ヤシロ（梶裕貴） | 「SWEET LABYRINTH」 「Honey Better Half」 | 『FORBIDDEN★STAR』關連曲                             |
| 8月26日  | ツキウタ。 THE ANIMATION 主題歌                                                                 | Six Gravity［師走驅（梶裕貴）、睦月始（鳥海浩輔）、如月戀（増田俊樹）、彌生春（前野智昭）、卯月新（細谷佳正）、皐月葵（KENN）］ | 「GRAVITIC-LOVE」 | 電視動畫『 月歌。 THE ANIMATION』主題歌              |
| 8月31日  | ラッキーホリデー                                                                                | AXELL with 香蕉喵（梶裕貴） | 「ラッキーホリデー」 | 電視動畫『香蕉喵』片尾曲                             |
| 9月30日  | ツキウタ。 THE ANIMATION BD・DVD第1巻特典CD                                                     | 師走驅 | 「stella〜きんぴか上昇気分〜」 | 電視動畫『 月歌。 THE ANIMATION』片尾曲              |
| 10月26日 | アニメ「ポケットモンスター XY& Z」キャラソンプロジェクト集vol.2 -総集編-                        | 希特隆 | 「キラキラ」 | 電視動畫『神奇寶貝XY』片尾曲                         |
| 12月28日 | FORBIDDEN★STAR SYRUP 2nd                                                                        | 三錠マシロ（下野紘）、鳳来ヤシロ（梶裕貴） | 「KIRAKIRA CIDER HOLIC」 「PASSION DROP」 | 『FORBIDDEN★STAR』關連曲                             |
| 2017年   |                                                                                                 | | |                                                      |
| 1月11日  | 夢王国と眠れる100人の王子様 音100シリーズ〜Vol.2 不思議の国1〜                                  | マッドハッター（平川大輔）、キャピタ（浜田賢二）、ハーツ（梶裕貴） | 「はじまりは永遠」 | 遊戲『夢王國與沉睡中的100位王子殿下』關連曲          |
| 1月25日  | あんさんぶるスターズ！ ユニットソングCD 2nd Vol.10 Trickstar                                    | Trickstar[氷鷹北斗（細谷佳正）、明星スバル（柿原徹也）、遊木真（森久保祥太郎）、衣更真緒（梶裕貴）] | 「HEART→BEATER!!!!」 「虹色のSeasons」 | 遊戲『偶像夢幻祭』關連曲                             |
| 2月22日  | 何度だって、好き。〜告白実行委員会〜                                                            | HoneyWorks feat. 望月蒼汰 | 「僕が名前を呼ぶ日」 | 『告白實行委員會 ～戀愛系列～』關連曲                |
| 2月22日  | 何度だって、好き。〜告白実行委員会〜                                                            | HoneyWorks feat. 瀬戸口優（神谷浩史）、榎本夏樹（戸松遥）、望月蒼太（梶裕貴）、早坂あかり（阿澄佳奈）、芹沢春輝（鈴村健一）、合田美桜（豊崎愛生） | 「東京サマーセッション」 | 『告白實行委員會 ～戀愛系列～』關連曲                |
| 3月15日  | Helpless World                                                                                  | 艾倫・葉卡 | 「Helpless World」 | 電視動畫『進擊的巨人』關連曲                         |
| 3月24日  | ツキウタ。 THE ANIMATION BD・DVD第7巻特典CD                                                     | Six Gravity［師走驅（梶裕貴）、睦月始（鳥海浩輔）、如月戀（増田俊樹）、彌生春（前野智昭）、卯月新（細谷佳正）、皐月葵（KENN）］、Procellarum［水無月涙（蒼井翔太）、文月海（羽多野渉）、葉月陽（柿原徹也）、長月夜（近藤隆）、神無月郁（小野賢章）、霜月隼（木村良平）］                                                                       | 「ツキノウタ。」 | 電視動畫『 月歌。 THE ANIMATION』片尾曲              |
| 8月30日  | Collar×Malice Character CD vol.2 岡崎契                                                         | 岡崎契 | 「My Precious」 | 遊戲『Collar×Malice』關連曲                          |
| 12月6日  | 東京ウインターセッション feat.瀬戸口優・榎本夏樹・望月蒼太・早坂あかり・芹沢春輝・合田美桜      | HoneyWorks feat.瀬戸口優（神谷浩史）、榎本夏樹（戸松遥）、望月蒼太（梶裕貴）、早坂あかり（阿澄佳奈）、芹沢春輝（鈴村健一）、合田美桜（豊崎愛生） | 「東京ウインターセッション」 | 電視動畫『無論何時我們的戀情都是10厘米。』片尾曲     |
| 12月6日  | あんさんぶるスターズ！ ユニットソングCD 3rd Vol.10 Trickstar                                    | Trickstar[氷鷹北斗（細谷佳正）、明星スバル（柿原徹也）、遊木真（森久保祥太郎）、衣更真緒（梶裕貴）] | 「BREAKTHROUGH!」 「DIAMOND SUMMER」 | 遊戲『偶像夢幻祭』關連曲                             |
| 2018年   |                                                                                                 | | |                                                      |
| 2月28日  | Wonderland Wars Cast Song                                                                       | 火遠理（梶裕貴）、オト（沼倉愛美） | 「碧き尊き」 | 遊戲『Wonderland Wars』關連曲                        |
| 4月4日   | いつらのうたこゑ                                                                                | あ（梶裕貴）、い（市川太一）、あんこ（天野七瑠） | 「Ray of Rain」 | 『ひらがな男子』關連曲                               |
| 6月20日  | Bullet of Loyalty                                                                               | ブラウン・ベス（八代拓）、シャルルヴィル（立花慎之介）、スプリングフィールド（蒼井翔太）、ケンタッキー（梶裕貴） | 「Bullet of Loyalty」 | 遊戲『千銃士』概念歌                                 |
| 6月20日  | Bullet of Loyalty                                                                               | ブラウン・ベス（八代拓）、シャルルヴィル（立花慎之介）、スプリングフィールド（蒼井翔太）、ケンタッキー（梶裕貴） | 「Be Noble 〜自由へのRebirth〜」 | 遊戲『千銃士』關連曲                                 |

## 外部連結
- 梶裕貴的X（前Twitter）
- 梶裕貴的Instagram帳戶
- ゆうき と つばさの た・ま・ご（梶裕貴・代永翼公式部落格）（日語）
- 梶裕貴 公式BLOG - GREE （页面存档备份，存于）（日語）
- 梶裕貴的YouTube官方頻道 （页面存档备份，存于） （日語）
- 梶裕貴的哔哩哔哩个人空间（简体中文）
- 梶裕貴在Enjoy Movie上的電影作品列表 （页面存档备份，存于）

| 前任： 木原瑠生 （魔進戰隊煌輝者） | 日本超級戰隊系列黃色戰士演員 (聲演) 機界戰隊全開者 2021年3月7日-2022年2月27日 | 繼任： 志田琥珀 （暴太郎戰隊DON BROTHERS） |